# Ospedale Città di Lecce
Città di Lecce Hospital è un ospedale privato di Alta Specialità di Lecce, accreditato con il Servizio Sanitario Nazionale. È specializzato in ambito cardiologico, cardiochirurgico e negli interventi di angioplastica coronarica; è dotato inoltre di una Breast Unit inserita nella rete oncologica regionale.

## Storia
Città di Lecce Hospital, edificato negli anni ‘80, fa parte di GVM Care & Research dal 1997. È una struttura ospedaliera accreditata dal Novembre del 2005 con il Servizio Sanitario Nazionale ed è orientata all’Alta specialità.

## Dipartimento di cardiochirurgia
L'ospedale ad oggi, insieme all'Anthea Hospital di Bari, costituisce il maggior polo cardiochirurgico per numero di interventi in Puglia ed è tra i primi d'Italia. È un centro di riferimento nazionale per la chirurgia del cuore, in particolare in ambito coronarico, valvolare e vascolare, oltre che per la chirurgia della fibrillazione atriale e dello scompenso cardiaco. Nel 2018 secondo AGENAS la struttura è risultata tra le prime in Italia per il volume di ricoveri per valvuloplastica, sostituzione delle valvole cardiache, bypass aortocoronarico e procedure di angioplastica.